# Mutarrif ibn Musa
Mutarrif ibn Musa o Mutarrif ibn Musa ibn Fortún (f. 799 en Pamplona) fue un miembro de la poderosa familia Banu Qasi. Era hijo de Musa ibn Fortún, hermano de Musa ibn Musa, nieto de Fortún ibn Qasi, y bisnieto del conde Casio, que se convirtió al Islam tras la conquista musulmana de la península ibérica. Seguramente Valí de la ciudad de Pamplona, donde fue asesinado a traición por sus habitantes en 799. Su muerte por homicidio es el dato histórico más seguro.